# Can't Slow Down (álbum de Foreigner)
Can't Slow Down es el noveno álbum de estudio de la banda de hard rock Foreigner, publicado el 29 de septiembre de 2009. Es el primer álbum de la banda con el bajista Jeff Pilson y el cantante Kelly Hansen.

## Lista de canciones
Todas escritas por Mick Jones, Kelly Hansen y Marti Frederiksen, excepto donde se indique.

### Disco 1 - El álbum
1. "Can't Slow Down" - 3:28
2. "In Pieces" - 3:53
3. "When It Comes to Love" - 3:54
4. "Living In a Dream" - 3:43
5. "I Can't Give Up" (Jones, Hansen, Frederiksen, Steve McEwan) - 4:32
6. "Ready" - 3:43
7. "Give Me a Sign" - 3:52
8. "I'll Be Home Tonight" - 4:14
9. "Too Late" (Jones, Frederiksen, Oliver Leiber, Russ Irwin) - 3:45
10. "Lonely" (McEwan, Frederiksen) - 3:29
11. "As Long As I Live" - 3:48
12. "Angel Tonight" - 3:32
13. "Fool For You Anyway" (Jones) - 4:04

### Disco 2 - Remixes
1. "Feels Like the First Time"
2. "Cold as Ice"
3. "Hot Blooded"
4. "Blue Morning, Blue Day"
5. "Double Vision"
6. "Dirty White Boy"
7. "Head Games"
8. "Juke Box Hero"
9. "Urgent"
10. "I Want to Know What Love Is"

### Disco 3 (DVD) - Live and More
1. "Double Vision"
2. "Head Games"
3. "That Was Yesterday"
4. "Say You Will"
5. "Starrider"
6. "Feels Like the First Time"
7. "Urgent"
8. "Juke Box Hero"
9. "I Want to Know What Love Is"
10. "Hot Blooded"